# ایزوفورون دی‌ایزوسیانات
ایزوفورون دی‌ایزوسیانات (به انگلیسی: Isophorone diisocyanate) با فرمول شیمیایی C۱۲H۱۸N۲O۲ یک ترکیب شیمیایی با شناسه پاب‌کم ۱۶۹۱۳۲ است. که جرم مولی آن ۲۲۲٫۳ g/mol می‌باشد. شکل ظاهری این ترکیب، مایع بی‌رنگ است.